# متنزه شيوكاز
منتزه شيوكاز (باليابانية: 潮風公園) هو متنزه عام في منطقة شيناغاوا بالعاصمة اليابانية طوكيو.
هو أكبر متنزه في جزيرة أودايبا ويقع في الجزء الشمالي من خليج طوكيو مقابل جسر قوس قزح. يحتوي المتنزه على حوالي 13,000 شجرة بالإضافة إلى العديد من النباتات. تتوفر أيضًا منطقة للشواء وكشك في المتنزّه. 
المتنزه مقسم إلى جزأين من طريق بايشور. يحتوي الجزء الشمالي على العديد من الأشجار ومروج كبيرة. يؤدي ممشى من المدخل على الجانب الشرقي إلى الشاطئ على الجانب الغربي. في نهاية المتنزّه هناك مزولة كبيرة. يحتوي الجزء الجنوبي أيضًا على متنزّه من جانب الشارع إلى الخليج، حيث توجد بعض أشجار النخيل وأشجار الكرز اليابانية. إلى الجنوب الشرقي من المتنزه هناك متحف علوم المحيطات.
كجزء من دورة الألعاب الأولمبية الصيفية لعام 2020، جرت مسابقات الكرة الطائرة الشاطئية على شاطئ المتنزه.

## روابط خارجية
- (الإنجليزية)